# 노던 로버스 FC
노던 로버스 FC(Northern Rovers Football Club)는 뉴질랜드 글렌필드를 연고로 하는 아마추어 축구단이다.
글렌필드 로버스와 포레스트 힐 밀페드 유나이티드의 합병으로 2020년에 설립된구단의 남자 팀은 현재 NRFL 챔피언십에 참가하고 여자 팀은 NRFL 프리미어십에 참가 한다.
클럽은 또한 남녀팀 모두 뉴질랜드 최고의 녹아웃 토너먼트인 채텀 컵과 케이트 셰퍼드 컵 또한 각각 참가한다. 두 팀 모두 2021 채텀컵과 2021 케이트 셰퍼드 컵에서 예선과 1라운드, 그리고 다른 랭킹 팀과 함께 부전승을 거두었다. 남자팀은 웨스트 해밀턴을 4-0으로 이겼을 때 채텀 컵에서 첫 승리를 거두었지만 부적격 선수를 배치한 것으로 간주되어 결과가 뒤집혔다. 여자 팀은 케이트 셰퍼드 컵 에서 오니헹아 스포츠를 상대로 첫 경기를 9-1로 이기며 승리를 챙겼다.

## 선수 명단

### 현역
- 앤드류 아바(2021 ~ )
- 브론슨 켈리
- 유시프 알칼리시
- 마일즈 팔머
- 샘 터튼
- 아담 디킨슨
- 제이딘 잉글필드